# Sister My Sister
Sister My Sister è un film del 1994 diretto da Nancy Meckler.
Il film è ispirato a una storia vera: nella Le Mans degli anni '30, due sorelle, Christine e Léa Papin, uccisero la donna presso cui erano entrambe impiegate e la di lei figlia. Il caso sconvolse la Francia dell'epoca, generando molte speculazioni nell'opinione pubblica nazionale, tra cui l'accusa che le due intrattenessero una relazione incestuosa.

## Trama
Nel 1933 le due sorelle Christine e Lea, separate durante l'infanzia, si riuniscono anni dopo come domestiche presso la vedova di mezza età benestante Madame Danzard che vive con la figlia adolescente Isabelle. La loro felicità di ritrovarsi si trasforma in una relazione incestuosa.